# Vital Aza Díaz
Vital Aza Díaz (Mieres, 16 de junio de 1890-Madrid, 12 de octubre de 1961) fue un médico ginecólogo español.

## Biografía
Era hijo del famoso autor dramático Vital Aza y tío de Vital Aza Fernández-Nespral, uno de los hijos de su hermano Pedro, casado con Matilde Fernández-Nespral Aza, que fue también un médico cardiólogo.
Se licenció en Medicina en 1914, en la Universidad de Madrid. Trabajó con el profesor Recaséns como auxiliar de cátedra. Desde el principio se negó a buscar una cátedra por su desacuerdo con el sistema de oposición para alcanzarlas. 
En 1919 fundó el sanatorio privado que llamó Santa Alicia en recuerdo de su primera mujer, fallecida muy joven en la pandemia de gripe del año anterior, especializado en Cirugía y en Ginecología y Obstetricia.  El edificio de esta clínica, situado en la esquina de las calles Montesa y Don Ramón de la Cruz, es actualmente el llamado Centro Madrid Salud.

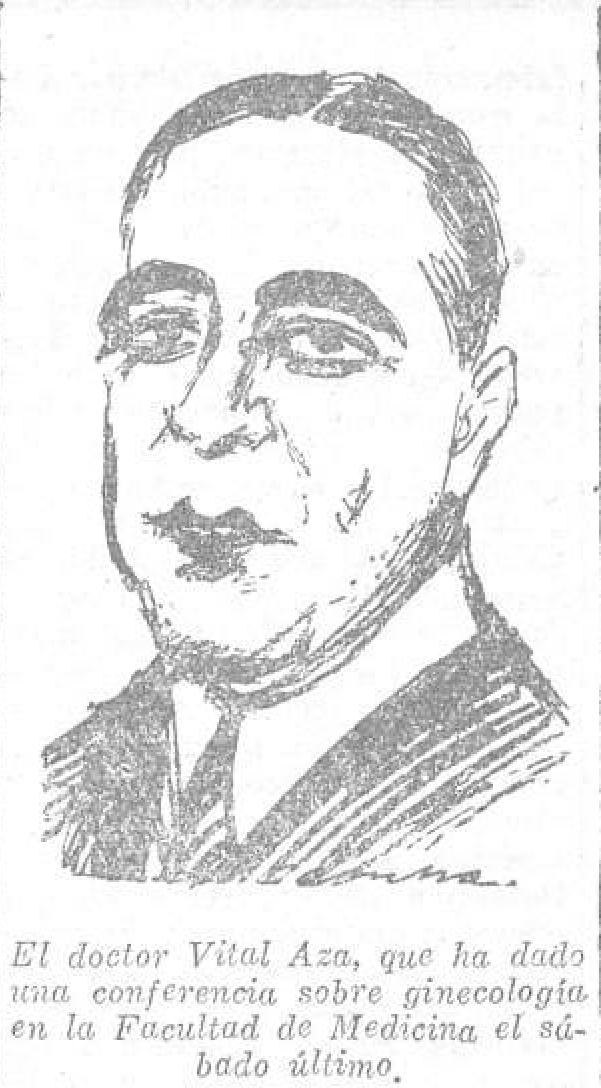
Retratado por Sancha en La Voz (1928)

Fue presidente del Rotary Club en Madrid. Por este motivo, a pesar de su activismo antiabortista antes de la Guerra Civil y de haber ayudado a numerosos derechistas durante la contienda, en diciembre de 1942 el Tribunal Especial para la Represión de la Masonería y el Comunismo de la dictadura franquista le condenó a doce años y un día de prisión, y el edificio de su clínica fue incautado. Tres años después, el Consejo de Ministros le conmutó esa pena por la de inhabilitación para empleo público.
Tiempo después de salir de prisión creó otro sanatorio, en 1947, con el mismo nombre que el anterior, Clínica Santa Alicia, situado en la última planta de un edificio enfrente de su anterior clínica. 
Colaboró en la mayor parte de revistas médicas españolas (El Siglo Médico, Laboratorio, La Medicina Ibera o Revista Española de Obstetricia y Ginecología, entre otras). 
Fue académico de la Real Academia Nacional de Medicina; tomó posesión de su sillón en febrero de 1934 con el discurso titulado "Derechos y deberes biológicos de la mujer". Falleció el 12 de octubre de 1961 en Madrid.

## Obras
- Feminismo y sexo
- La traición del dolor en la mujer
- Esterilidad y tuberculosis
- Obstetricia de urgencia para médicos rurales